# Бабурина, Светлана Николаевна
Светлана Николаевна Бабурина (18 марта 1985 года, Ильичёвск, Украина) — украинская пляжная волейболистка, тренер. Одиннадцатикратная чемпионка Украины, трёхкратная обладательница Кубка Украины, серебряный призёр «Большого шлема» в Австрии 2008 году, участница чемпионата мира 2009 года.

## Биография
Родилась в Ильичёвске, в пятнадцать лет начинала волейбольную карьеру в клубе «Медик». Мастер спорта Украины, мастер спорта Украины международного класса. Не раз была признана лучшей пляжной волейболисткой Украины. В шестнадцать лет участвовала в Еспазенде (Португалия) в молодёжном чемпионате Европы. В 2001 году стала обладателем Кубка Украины по пляжному волейболу в паре с Ольгой Подурян. В этом же году выступила на чемпионате Украины в паре с Галиной Ошейко, став чемпионкой Украины.
В июле 2002 года в паре с Галиной Ошейко в открытом национальном турнире в Польше (Устка) заняла третье место. В августе — третьи на втором туре Чемпионата Европы Загреб (Хорватия). Становятся чемпионками Украины. Август 2003 года: пара Ошейко — Бабурина завоевавли серебро на мировом сателлите, который проходил в Лаванде (Франция).
2004 год.
- июль. Славков (Чехия) — 3 место
- август. Корсика (Франция) — Мировой сателлит — 3 место[3]
- Чемпион Украины
- Обладательница Кубка Украины

2005 год.
- июль. Альба-Адриатика (Италия) — Мировой сателлит — 2 место[4]
- июль. Палинуро (Италия) — Мировой сателлит — 1 место[5]
- Чемпион Украины
- Обладательница Кубка Украины

2006 год.
- Вадуц (Лихтенштейн) — Мировой сателлит — 3 место[6]
- Чемпион Украины.

2007 год.
- Чемпион Украины

2008 год.
- Клагенфурт (Австрия) — турнир «Большого шлема»[7] — 2 место[8][9]
- Чемпион Украины

2009 год.
- Чемпион Украины
- Ставангер (Норвегия) — чемпионат мира[10] — 17 место

2010 год.
- Серебряная призёрка чемпионата Украины[11]

2011 год.
- Чемпионка Украины в паре с Александрой Ширяевой (Россия)[12]

2012 год.
- Чемпионка Украины в паре с Инной Махно (Украина)[13]

2013 год.
- Чемпионка Украины в паре с Дианой Муленко (Украина)[14]

## Личная жизнь
Замужем за Куць Константином (с 2011). 27 апреля 2015 года родился сын Нил. 11 января 2016 года начала работу тренера.